# Eskroto
Marco Antonio Sanz de Acedo, conocido como Eskroto y Gavilán (Pamplona, 8 de mayo de 1965 - Pamplona, 30 de noviembre de 2003), fue un cantante de rock.

## Apodo
A principios de los 80, Sanz de Acedo realizaba un programa en Radio Paraíso, emisora pirata de Pamplona, que se llamaba "Eskroto Krótalo"; de ahí proviene su sobrenombre.

## Trayectoria
Fue cantante de Tijuana in Blue, que comenzó su andadura en 1985 y fue una de las más celebradas del punk de los ochenta. Eskroto grabó cinco discos en esa época. En la década de los noventa, Eskroto viajó a México y, tras varios meses de estancia, volvió a Pamplona y decidió montar una banda para cantar temas mexicanos. El grupo se denominó Kojón Prieto y los Huajolotes y él decidió cambiar su apodo por el de Gavilán. Con esta banda grabó tres compactos, hasta septiembre de 1995, cuando deciden disolver el grupo.     
Marco Antonio siempre se entregó en su música y actuaciones, transmitiendo siempre un aire muy cómico y desenfadado al público. Sus seguidores a menudo le describían como uno de sus compañeros, que mientras actuaba incluso bajaba del escenario para bailar y se hacía partícipe en la fiesta. Sin duda es una de las figuras más recordadas en el panorama Punk y alternativo de los años 80 y 90. Pionero del napar-mex no dejó nunca de sorprender con sus ingeniosas canciones que ofrecen un aire festivo y a la vez reivindicativo. Tratando temas como la inmigración en 'Estrecho caliente' o el abuso de autoridad en 'El mariachi'.                                

## Revival de Tijuana y muerte
Los antiguos integrantes de Tijuana in Blue mantenían buena relación, y en 2001 grabaron una canción en apoyo del euskara (“Altzairuzko hesiak”, en el recopilatorio “Hitza dantzan”, GOR). En 2003 se reunieron para tocar en directo en un festival en favor de Eguzki Irratia (pabellón Anaitasuna, Pamplona); el éxito fue enorme, hasta el punto de impulsarles a realizar una gira de 30 conciertos. El último de ellos tuvo lugar en la sala Artsaia (Aizoain), donde se encontraban muchos amigos músicos, entre ellos Francis Díez (Doctor Deseo).
Este concierto se inició con el propio Eskroto recitando la famosa rima de Gustavo Adolfo Bécquer: “¡Dios mío, qué solos se quedan los muertos!”. Una vez finalizado el mismo, Díez buscó a Sanz de Acedo para felicitarle por su actuación, quien le respondió: “Abrázame, y no me digas nada”. Al día siguiente, le encontraron ahorcado en su domicilio de Pamplona. No se sabe exactamente la causa de su muerte, pero todo indica que fue por suicidio.
Este luctuoso pasaje fue el motivo de que Francis Díez compusiera la canción “Abrázame”, que se publicaría en el siguiente disco de Doctor Deseo (“Rómpeme con mil caricias, cielo, rómpeme”, GOR 2004).